# Лава Хот Спрингс
Лава Хот Спрингс (на английски: Lava Hot Springs) е град в окръг Банък, щата Айдахо, САЩ. Лава Хот Спрингс е с население от 521 жители (2000) и обща площ от 1,8 km². Намира се на 1530 m надморска височина. ЗИП кодът му е 83246, а телефонният му код е 208.